# BAFTA (премия, 1961)
14-я церемония вручения наград премии BAFTA

Лондон, Англия
Лучший фильм: 

Квартира 

The Apartment
Лучший британский фильм: 

В субботу вечером, в воскресенье утром 

Saturday Night and Sunday Morning
< 13-я Церемонии вручения 15-я >
14-я церемония вручения наград премии BAFTA за заслуги в области кинематографа за 1960 год состоялась в Лондоне в 1961 году.
В категории «Лучший фильм» были заявлены шесть картин из США («Займёмся любовью», «Квартира», «Пожнёшь бурю», «Спартак», «Тени», «Элмер Гантри»), две из Франции («Завещание Орфея», «Четыреста ударов»), две итало-французского производства («Приключение», «Сладкая жизнь»), по одной из Греции («Только не в воскресенье»), совместного франко-японского («Хиросима, любовь моя») и франко-итало-бразильского производства («Чёрный Орфей») и четыре из Великобритании, фигурировавшие также в номинации «Лучший британский фильм».
Ниже приведён полный список победителей и номинантов премии с указанием имён режиссёров, актёров и сценаристов, а также оригинальных и русскоязычных названий фильмов. Названия фильмов и имена кинодеятелей, победивших в соответствующей категории, выделены жирным шрифтом и отдельным цветом.
| Фильмы                                          |                                                  |                                           |                                         |
| Категория                                       | Фильм — русскоязычное название                   | Фильм — оригинальное название             | Режиссёр                                |
| Лучший фильм                                    | • «Квартира»                                     | The Apartment                             | Билли Уайлдер                           |
| Лучший фильм                                    | • «В субботу вечером, в воскресенье утром»       | Saturday Night and Sunday Morning         | Карел Рейш                              |
| Лучший фильм                                    | • «Завещание Орфея»                              | Le Testament d’Orphée                     | Жан Кокто                               |
| Лучший фильм                                    | • «Займёмся любовью»                             | Let’s Make Love                           | Джордж Кьюкор                           |
| Лучший фильм                                    | • «Мотивы славы»                                 | Tunes of Glory                            | Рональд Ним                             |
| Лучший фильм                                    | • «Пожнёшь бурю»                                 | Inherit the Wind                          | Стэнли Крамер                           |
| Лучший фильм                                    | • «Приключение»                                  | L’Avventura                               | Микеланджело Антониони                  |
| Лучший фильм                                    | • «Процесс над Оскаром Уайльдом»                 | The Trials of Oscar Wilde                 | Кен Хьюз                                |
| Лучший фильм                                    | • «Сердитая тишина»                              | The Angry Silence                         | Гай Грин                                |
| Лучший фильм                                    | • «Сладкая жизнь»                                | La Dolce Vita                             | Федерико Феллини                        |
| Лучший фильм                                    | • «Спартак»                                      | Spartacus                                 | Стэнли Кубрик                           |
| Лучший фильм                                    | • «Тени»                                         | Shadows                                   | Джон Кассаветис                         |
| Лучший фильм                                    | • «Только не в воскресенье»                      | Ποτέ Την Κυριακή                          | Жюль Дассен                             |
| Лучший фильм                                    | • «Хиросима, любовь моя»                         | Hiroshima mon amour                       | Ален Рене                               |
| Лучший фильм                                    | • «Четыреста ударов»                             | Les quatre cents coups                    | Франсуа Трюффо                          |
| Лучший фильм                                    | • «Чёрный Орфей»                                 | Orfeu Negro                               | Марсель Камю                            |
| Лучший фильм                                    | • «Элмер Гантри»                                 | Elmer Gantry                              | Ричард Брукс                            |
| Лучший британский фильм                         | • «В субботу вечером, в воскресенье утром»       | Saturday Night and Sunday Morning         | Карел Рейш                              |
| Лучший британский фильм                         | • «Мотивы славы»                                 | Tunes of Glory                            | Рональд Ним                             |
| Лучший британский фильм                         | • «Процесс над Оскаром Уайльдом»                 | The Trials of Oscar Wilde                 | Кен Хьюз                                |
| Лучший британский фильм                         | • «Сердитая тишина»                              | The Angry Silence                         | Гай Грин                                |
| Лучший анимационный фильм                       | • «Вселенная»                                    | Universe                                  | Роман Кройтор, Колин Лоу                |
| Лучший анимационный фильм                       | • «Пикколо»                                      | Piccolo                                   | Душан Вукотич                           |
| Лучший анимационный фильм                       | • «Интервью»                                     | The Interview                             | Эрнест Пинтофф                          |
| Лучший короткометражный фильм                   | • «Высотное путешествие»                         | High Journey                              | Питер Бэйлис                            |
| Лучший короткометражный фильм                   | • —                                              | Return to Life                            | Джон Криш                               |
| Лучший короткометражный фильм                   | • «Большие корабли идут в море»                  | Seawards the Great Ships                  | Хилари Харрис                           |
| Лучший специализированный фильм                 | • «Дебаты»                                       | Dispute                                   | Фред Мур                                |
| Лучший специализированный фильм                 | • —                                              | Heroic Days                               | Билл Мэйсон                             |
| Лучший специализированный фильм                 | • —                                              | Outline of Detergency                     | Майкл Риккеттс                          |
| Награда объединённых наций United Nations Award | • «Хиросима, любовь моя»                         | Hiroshima mon amour                       | Ален Рене                               |
| Награда объединённых наций United Nations Award | • «Ночь и туман»                                 | Nuit et brouillard                        | Ален Рене                               |
| Награда объединённых наций United Nations Award | • «Тени»                                         | Shadows                                   | Джон Кассаветис                         |
| Награда объединённых наций United Nations Award | • —                                              | Return to Life                            | Джон Криш                               |
| Награда объединённых наций United Nations Award | • —                                              | Unseen Enemies                            | Майкл Кларк                             |
| Актёрские работы                                |                                                  |                                           |                                         |
| Категория                                       | Имя                                              | Фильм — русскоязычное название            | Фильм — оригинальное название           |
| Лучший британский актёр                         | • Питер Финч                                     | «Процесс над Оскаром Уайльдом»            | The Trials of Oscar Wilde               |
| Лучший британский актёр                         | • Ричард Аттенборо                               | «Сердитая тишина»                         | The Angry Silence                       |
| Лучший британский актёр                         | • Алек Гиннесс                                   | «Мотивы славы»                            | Tunes of Glory                          |
| Лучший британский актёр                         | • Джон Миллс                                     | «Мотивы славы»                            | Tunes of Glory                          |
| Лучший британский актёр                         | • Лоренс Оливье                                  | «Комедиант»                               | The Entertainer                         |
| Лучший британский актёр                         | • Альберт Финни                                  | «В субботу вечером, в воскресенье утром»  | Saturday Night and Sunday Morning       |
| Лучший британский актёр                         | • Джон Фрэйзер                                   | «Процесс над Оскаром Уайльдом»            | The Trials of Oscar Wilde               |
| Лучший иностранный актёр                        | • Джек Леммон                                    | «Квартира»                                | The Apartment                           |
| Лучший иностранный актёр                        | • Берт Ланкастер                                 | «Элмер Гантри»                            | Elmer Gantry                            |
| Лучший иностранный актёр                        | • Фредрик Марч                                   | «Пожнёшь бурю»                            | Inherit the Wind                        |
| Лучший иностранный актёр                        | • Ив Монтан                                      | «Займёмся любовью»                        | Let’s Make Love                         |
| Лучший иностранный актёр                        | • Спенсер Трейси                                 | «Пожнёшь бурю»                            | Inherit the Wind                        |
| Лучший иностранный актёр                        | • Джордж Хэмилтон                                | «Преступление и наказание по-американски» | Crime & Punishment, USA                 |
| Лучшая британская актриса                       | • Рейчел Робертс                                 | «В субботу вечером, в воскресенье утром»  | Saturday Night and Sunday Morning       |
| Лучшая британская актриса                       | • Хэйли Миллс                                    | «Поллианна»                               | Pollyanna                               |
| Лучшая британская актриса                       | • Уэнди Хиллер                                   | «Сыновья и любовники»                     | Sons and Lovers                         |
| Лучшая иностранная актриса                      | • Ширли Маклейн                                  | «Квартира»                                | The Apartment                           |
| Лучшая иностранная актриса                      | • Пьер Анджели                                   | «Сердитая тишина»                         | The Angry Silence                       |
| Лучшая иностранная актриса                      | • Моника Витти                                   | «Приключение»                             | L’Avventura                             |
| Лучшая иностранная актриса                      | • Мелина Меркури                                 | «Только не в воскресенье»                 | Ποτέ Την Κυριακή                        |
| Лучшая иностранная актриса                      | • Эммануэль Рива                                 | «Хиросима, любовь моя»                    | Hiroshima mon amour                     |
| Лучшая иностранная актриса                      | • Джин Симмонс                                   | «Элмер Гантри»                            | Elmer Gantry                            |
| Самый многообещающий новичок                    | • Альберт Финни                                  | «В субботу вечером, в воскресенье утром»  | Saturday Night and Sunday Morning       |
| Самый многообещающий новичок                    | • Лелия Гольдони                                 | «Тени»                                    | Shadows                                 |
| Самый многообещающий новичок                    | • Жан-Пьер Лео                                   | «Четыреста ударов»                        | Les quatre cents coups                  |
| Самый многообещающий новичок                    | • Джордж Пеппард                                 | «Домой с холма»                           | Home from the Hill                      |
| Самый многообещающий новичок                    | • Джоан Плаурайт                                 | «Комедиант»                               | The Entertainer                         |
| Самый многообещающий новичок                    | • Энтони Рэй                                     | «Тени»                                    | Shadows                                 |
| Самый многообещающий новичок                    | • Билли Уайтлоу                                  | «Ад — это город»                          | Hell Is a City                          |
| Другие категории                                |                                                  |                                           |                                         |
| Категория                                       | Имя                                              | Фильм — русскоязычное название            | Фильм — оригинальное название           |
| Лучший сценарий для британского фильма          | • Брайан Форбс                                   | «Сердитая тишина»                         | The Angry Silence                       |
| Лучший сценарий для британского фильма          | • Джон Осборн, Найджел Нил                       | «Комедиант»                               | The Entertainer                         |
| Лучший сценарий для британского фильма          | • Уолф Манковиц                                  | «Миллионерша»                             | The Millionairess                       |
| Лучший сценарий для британского фильма          | • Вэл Гест                                       | «Ад — это город»                          | Hell Is a City                          |
| Лучший сценарий для британского фильма          | • Джеймс Кеннэуэй                                | «Мотивы славы»                            | Tunes of Glory                          |
| Лучший сценарий для британского фильма          | • Брайан Форбс                                   | «Лига джентльменов»                       | The League of Gentlemen                 |
| Лучший сценарий для британского фильма          | • Кен Хьюз                                       | «Процесс над Оскаром Уайльдом»            | The Trials of Oscar Wilde               |
| Лучший сценарий для британского фильма          | • Говард Клюис                                   | «День, когда ограбили английский банк»    | The Day They Robbed The Bank Of England |
| Лучший сценарий для британского фильма          | • Алан Силлитоу                                  | «В субботу вечером, в воскресенье утром»  | Saturday Night and Sunday Morning       |
| Лучший сценарий для британского фильма          | • Роджер МакДугалл, Гай Хэмилтон, Айвен Фоксуэлл | «Прикосновение вора»                      | A Touch of Larceny                      |